# 福建农林大学
26°5′16″N 119°14′6″E / 26.08778°N 119.23500°E

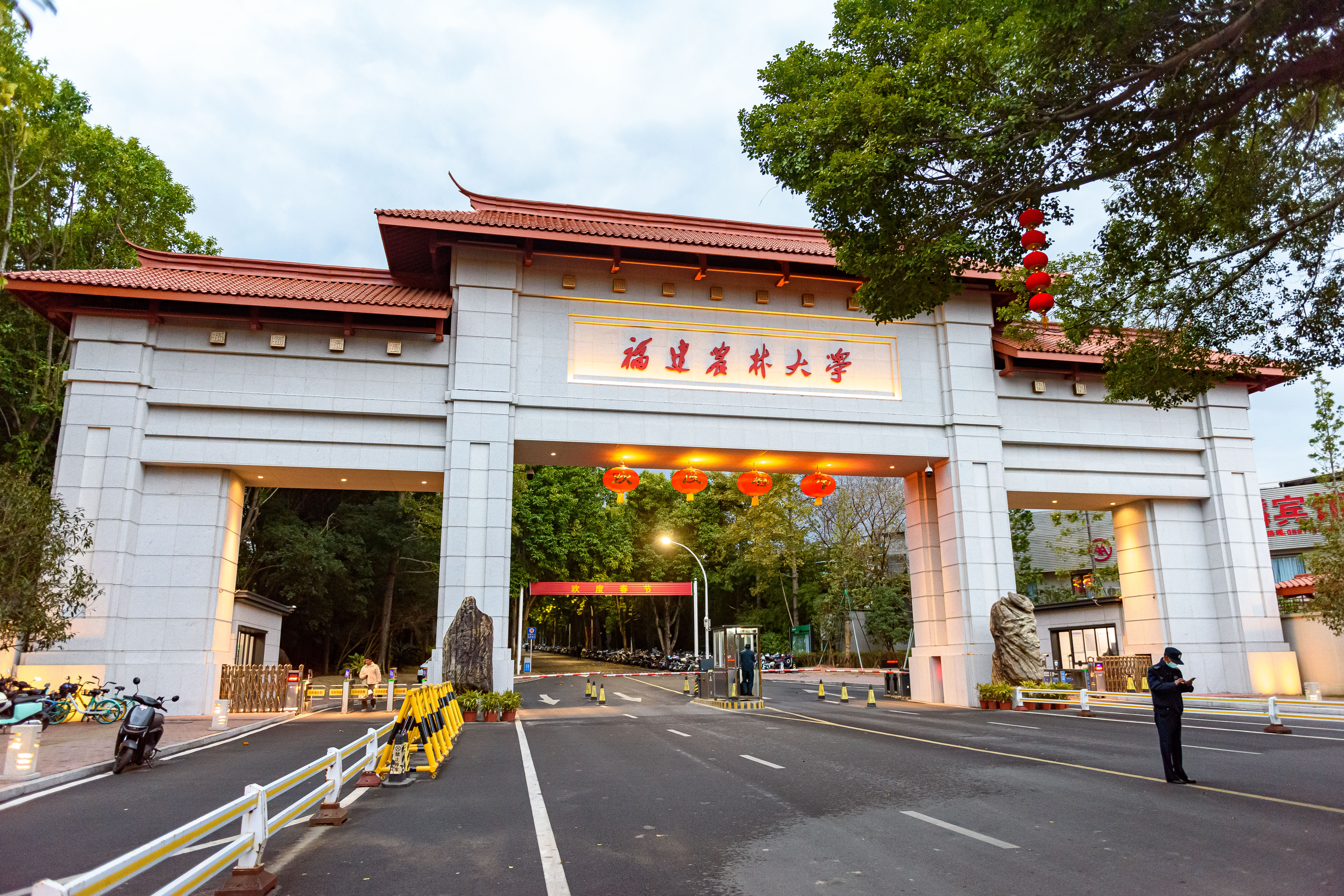
金山本部东门

福建农林大学是福建省的一所公办省属全日制普通高等学校，成立于2000年10月，由福建农业大学和福建林学院合并而成。本部位于福建省福州市西郊的金山学区。下属一所独立学院福建农林大学金山学院。截至2023年11月，学校校园占地4900余亩；设有22个学院和1个独立学院，开设本科招生专业80个；拥有11个博士后科研流动站，12个一级学科博士点，26个一级学科硕士点，17个硕士专业学位授权点；有本科生2.5万余人，研究生1万人；10个学科进入ESI排名全球前1%。

## 历史沿革

### 福建协和大学农学院
1936年，學校以＂福建协和大学农学院＂的名字創辦起來，并经历了多次分拆及合并过程。

### 福建农学院

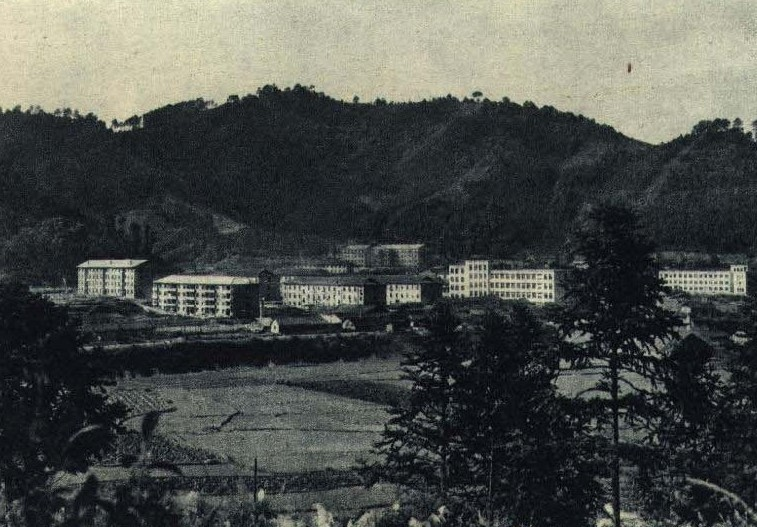
1962年 福建林学院

中华人民共和国成立后，福建协和大学农学院、厦门大学农学院、福建省立农学院等合并组建福建农学院。1958年，森林系单独分出设立福建林学院，位于今南平市延平区，是当时福建省“八大”本科院校之一。1962年，开始招收研究生。

### 福建农业大学
1994年，福建农学院更名为福建农业大学。

### 福建农林大学
2000年，福建农业大学和福建林学院合并为福建农林大学。
2000年10月，福建林学院与原福建农业大学合并组建为福建农林大学后，福建林学院原校址成為福建农林大学南平校区，在2009年4月27日恢复本科办学，屬福建农林大学二级教学单位。

## 學校演進圖
| 福建协和学院农科 （1936年秋）      |                                    |                                    |                                    |                                    |                                    |  |  |                                     |                                     |                                     |                                     |                                     |                                     |  |  |  |  |  |  |  |  |  |  |  |  |  |  |
|                                    |                                    |                                    |                                    |                                    |                                    |  |  |                                     |                                     |                                     |                                     |                                     |                                     |  |  |  |  |  |  |  |  |  |  |  |  |  |  |
| 福建协和大学农学院 （1940年春）    | 福建协和大学农学院 （1940年春）    | 福建协和大学农学院 （1940年春）    | 福建协和大学农学院 （1940年春）    | 福建协和大学农学院 （1940年春）    | 福建协和大学农学院 （1940年春）    |  |  | 福建省立农学院 （1940年6月）        | 福建省立农学院 （1940年6月）        | 福建省立农学院 （1940年6月）        | 福建省立农学院 （1940年6月）        | 福建省立农学院 （1940年6月）        | 福建省立农学院 （1940年6月）        |  |  |  |  |  |  |  |  |  |  |  |  |  |  |
| 福建协和大学农学院 （1940年春）    | 福建协和大学农学院 （1940年春）    | 福建协和大学农学院 （1940年春）    | 福建协和大学农学院 （1940年春）    | 福建协和大学农学院 （1940年春）    | 福建协和大学农学院 （1940年春）    |  |  | 福建省立农学院 （1940年6月）        | 福建省立农学院 （1940年6月）        | 福建省立农学院 （1940年6月）        | 福建省立农学院 （1940年6月）        | 福建省立农学院 （1940年6月）        | 福建省立农学院 （1940年6月）        |  |  |  |  |  |  |  |  |  |  |  |  |  |  |
| 福州大学农学院 （1951年4月）       | 福州大学农学院 （1951年4月）       | 福州大学农学院 （1951年4月）       | 福州大学农学院 （1951年4月）       | 福州大学农学院 （1951年4月）       | 福州大学农学院 （1951年4月）       |  |  | 厦门大学农学院 （1951年6月）        | 厦门大学农学院 （1951年6月）        | 厦门大学农学院 （1951年6月）        | 厦门大学农学院 （1951年6月）        | 厦门大学农学院 （1951年6月）        | 厦门大学农学院 （1951年6月）        |  |  |  |  |  |  |  |  |  |  |  |  |  |  |
| 福州大学农学院 （1951年4月）       | 福州大学农学院 （1951年4月）       | 福州大学农学院 （1951年4月）       | 福州大学农学院 （1951年4月）       | 福州大学农学院 （1951年4月）       | 福州大学农学院 （1951年4月）       |  |  | 厦门大学农学院 （1951年6月）        | 厦门大学农学院 （1951年6月）        | 厦门大学农学院 （1951年6月）        | 厦门大学农学院 （1951年6月）        | 厦门大学农学院 （1951年6月）        | 厦门大学农学院 （1951年6月）        |  |  |  |  |  |  |  |  |  |  |  |  |  |  |
|                                    |                                    |                                    |                                    |                                    |                                    |  |  |                                     |                                     |                                     |                                     |                                     |                                     |  |  |  |  |  |  |  |  |  |  |  |  |  |  |
|                                    |                                    |                                    |                                    | 福建农学院 （1952年8月）           |                                    |  |  |                                     |                                     |                                     |                                     |                                     |                                     |  |  |  |  |  |  |  |  |  |  |  |  |  |  |
|                                    |                                    |                                    |                                    |                                    |                                    |  |  |                                     |                                     |                                     |                                     |                                     |                                     |  |  |  |  |  |  |  |  |  |  |  |  |  |  |
|                                    |                                    |                                    |                                    |                                    |                                    |  |  |                                     |                                     |                                     |                                     |                                     |                                     |  |  |  |  |  |  |  |  |  |  |  |  |  |  |
| 漳州分部                           | 漳州分部                           | 漳州分部                           | 漳州分部                           | 漳州分部                           | 漳州分部                           |  |  | 林学系                              | 林学系                              | 林学系                              | 林学系                              | 林学系                              | 林学系                              |  |  |  |  |  |  |  |  |  |  |  |  |  |  |
| 漳州分部                           | 漳州分部                           | 漳州分部                           | 漳州分部                           | 漳州分部                           | 漳州分部                           |  |  | 林学系                              | 林学系                              | 林学系                              | 林学系                              | 林学系                              | 林学系                              |  |  |  |  |  |  |  |  |  |  |  |  |  |  |
| 漳州农学院 （1960年9月-1962年7月） | 漳州农学院 （1960年9月-1962年7月） | 漳州农学院 （1960年9月-1962年7月） | 漳州农学院 （1960年9月-1962年7月） | 漳州农学院 （1960年9月-1962年7月） | 漳州农学院 （1960年9月-1962年7月） |  |  | 福建林学院 （1958年11月-1972年3月） | 福建林学院 （1958年11月-1972年3月） | 福建林学院 （1958年11月-1972年3月） | 福建林学院 （1958年11月-1972年3月） | 福建林学院 （1958年11月-1972年3月） | 福建林学院 （1958年11月-1972年3月） |  |  |  |  |  |  |  |  |  |  |  |  |  |  |
| 漳州农学院 （1960年9月-1962年7月） | 漳州农学院 （1960年9月-1962年7月） | 漳州农学院 （1960年9月-1962年7月） | 漳州农学院 （1960年9月-1962年7月） | 漳州农学院 （1960年9月-1962年7月） | 漳州农学院 （1960年9月-1962年7月） |  |  | 福建林学院 （1958年11月-1972年3月） | 福建林学院 （1958年11月-1972年3月） | 福建林学院 （1958年11月-1972年3月） | 福建林学院 （1958年11月-1972年3月） | 福建林学院 （1958年11月-1972年3月） | 福建林学院 （1958年11月-1972年3月） |  |  |  |  |  |  |  |  |  |  |  |  |  |  |
|                                    |                                    |                                    |                                    |                                    |                                    |  |  |                                     |                                     |                                     |                                     |                                     |                                     |  |  |  |  |  |  |  |  |  |  |  |  |  |  |
|                                    |                                    |                                    |                                    | 福建农林大学 （1972年3月）         |                                    |  |  |                                     |                                     |                                     |                                     |                                     |                                     |  |  |  |  |  |  |  |  |  |  |  |  |  |  |
|                                    |                                    |                                    |                                    |                                    |                                    |  |  |                                     |                                     |                                     |                                     |                                     |                                     |  |  |  |  |  |  |  |  |  |  |  |  |  |  |
|                                    |                                    |                                    |                                    |                                    |                                    |  |  |                                     |                                     |                                     |                                     |                                     |                                     |  |  |  |  |  |  |  |  |  |  |  |  |  |  |
| 福建农学院 （1975年5月）           | 福建农学院 （1975年5月）           | 福建农学院 （1975年5月）           | 福建农学院 （1975年5月）           | 福建农学院 （1975年5月）           | 福建农学院 （1975年5月）           |  |  | 福建林学院（1975年5月）             | 福建林学院（1975年5月）             | 福建林学院（1975年5月）             | 福建林学院（1975年5月）             | 福建林学院（1975年5月）             | 福建林学院（1975年5月）             |  |  |  |  |  |  |  |  |  |  |  |  |  |  |
| 福建农学院 （1975年5月）           | 福建农学院 （1975年5月）           | 福建农学院 （1975年5月）           | 福建农学院 （1975年5月）           | 福建农学院 （1975年5月）           | 福建农学院 （1975年5月）           |  |  | 福建林学院（1975年5月）             | 福建林学院（1975年5月）             | 福建林学院（1975年5月）             | 福建林学院（1975年5月）             | 福建林学院（1975年5月）             | 福建林学院（1975年5月）             |  |  |  |  |  |  |  |  |  |  |  |  |  |  |
| 福建农业大学 （1994年1月）         |                                    |                                    |                                    |                                    |                                    |  |  |                                     |                                     |                                     |                                     |                                     |                                     |  |  |  |  |  |  |  |  |  |  |  |  |  |  |
|                                    |                                    |                                    |                                    |                                    |                                    |  |  |                                     |                                     |                                     |                                     |                                     |                                     |  |  |  |  |  |  |  |  |  |  |  |  |  |  |
|                                    |                                    |                                    |                                    |                                    |                                    |  |  |                                     |                                     |                                     |                                     |                                     |                                     |  |  |  |  |  |  |  |  |  |  |  |  |  |  |
|                                    |                                    |                                    |                                    | 福建农林大学 （2000年10月）        |                                    |  |  |                                     |                                     |                                     |                                     |                                     |                                     |  |  |  |  |  |  |  |  |  |  |  |  |  |  |

## 地理位置
福建农林大学位于福州市南台岛西端闽江下游河口盆地中心，为闽江和乌龙江交汇处。学校东门（正大门）正对着闽江，西门外则为乌龙江。学校两面环山，南北方向分别为妙峰山和淮安山。
2001年之前，学校西门外有面积较大的沙滩，后面积已经大大缩小，2015年重新整建为新的沙滩公园。学校南门外为妙峰山。

## 气候条件
全年气候冬短夏长，温暖湿润。年太阳总辐射量为4379.4兆焦耳/平方米，年均日照时数1848.2小时。校园的年平均气温19．6℃，较福州市平均气温约低2．5℃，平均气温最低为1O℃左右（一月），最高为27℃左右（八月）。湿度也较福州市区高约15%。
年平均无霜期326天，年平均降水量约为1350毫米。校园外环境主导风向以东南风为主，北风和西北风次之，夏季以偏南风为主，秋冬季以西北风为主，7-9月份受台风暴雨影响较大。

## 图书馆

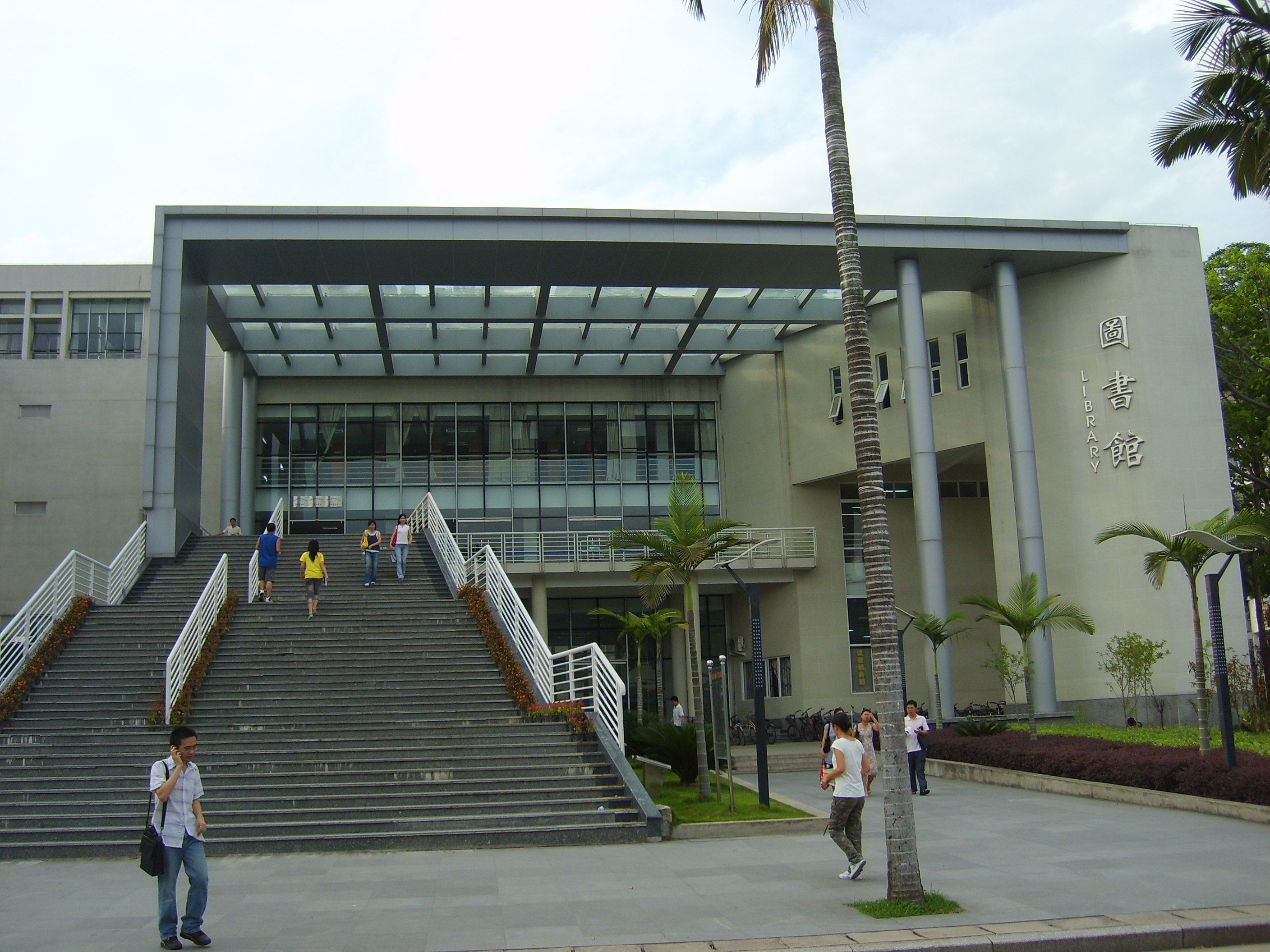
福建农林大学在旧馆基础上扩建的图书馆

福建农林大学有4座图书馆，分别是位于学校北区的李常盛图书馆及下安新区的邵逸夫图书馆。北区的图书馆是2004年由校友李常盛捐资在旧馆基础上扩建而成，而邵逸夫图书馆则是2008年由邵逸夫先生捐赠500万元港币修建。安溪校区图书馆和旗山校区图书馆分别于2014年和2016年投入使用。

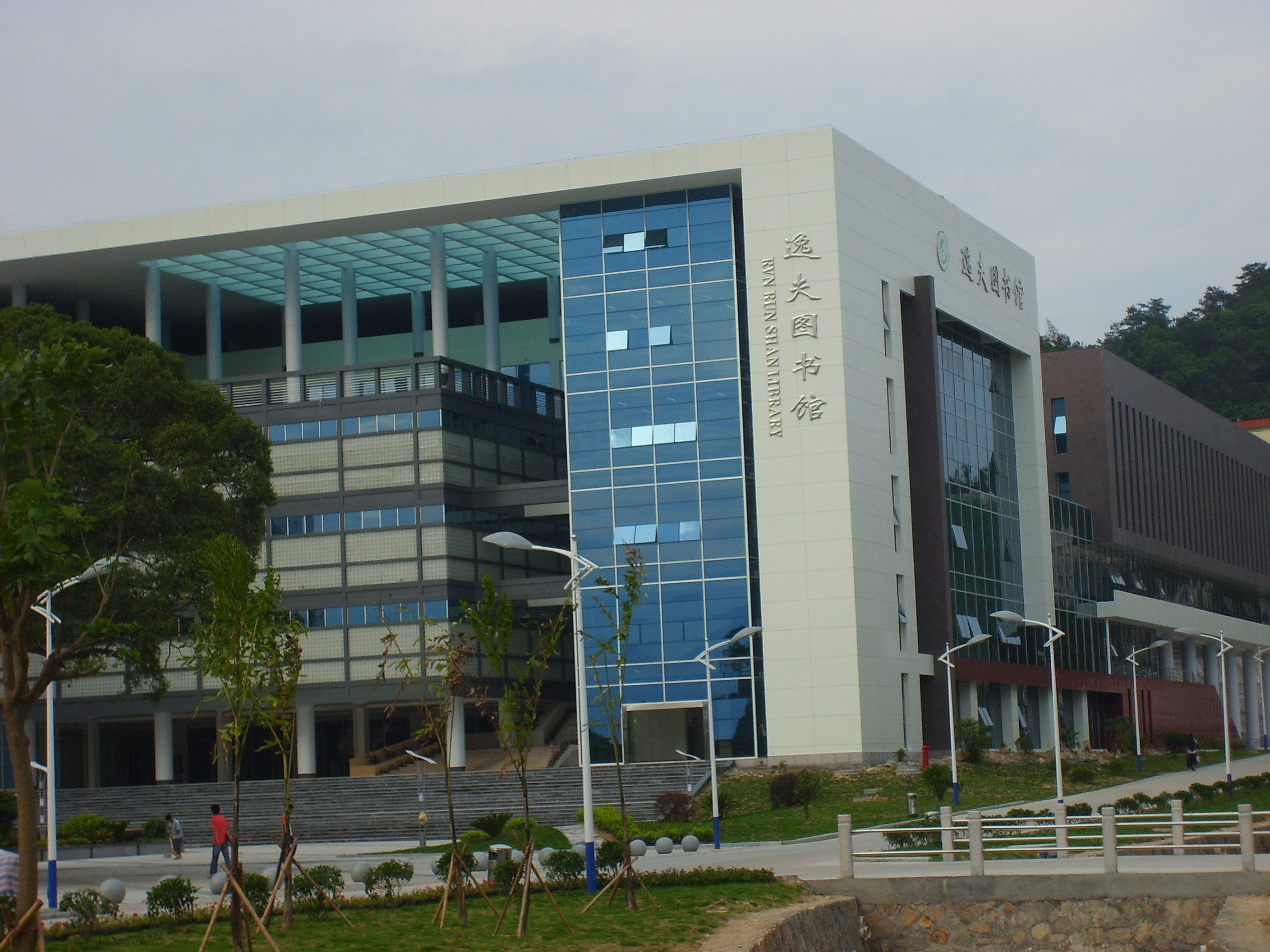
由邵逸夫基金会捐建的邵逸夫图书馆

福建农林大学图书馆现有纸质书刊总量为51.7129万种，163.3077万册。其中，中外文纸质图书145.5903万册、中外文过刊（装订本）17.7174万册（截止2007年9月30日）。图书馆内藏有的部分图书，特别是多数计算机类图书配有随书光盘。截止2006年上半年，馆内随书光盘的数量已达到14,066张。图书馆馆藏图书以经济、工业技术（主要是计算机）、农业科学、生物科学、语言文字（主要是英语）、政治法律类为主为主。
对2005年1月至12月图书馆读者借阅新书情况调查发现，全年读者借阅各类图书总计293 620册，占福建农林大学图书馆新书总量483 948册的60.67%。其中工业技术、语言与文字、经济及文学类新书的借阅比例较高，分别占新书借阅总量的l7.59% 、14.6O%、13.56%和13.19%。

## 校园环境
校园内部绿化较好，有大片农田、植被覆盖。近年来，校园内大量建设占用了部分农田。但截止2007年10月，仍有山地面积约50公顷，水体面积约15公顷，各类园地(农田)面积约15公顷，占校园总面积约50%左右。校园的除西面外均为树木茂密的林地所包围，呈“U”字型排列。学校共有七条主要道路，并使用白兰花、芒果、荔枝、南洋楹、香樟、刺桐、木棉、垂柳、洋紫荆、羊蹄甲、蒲葵等植物作为行道树。
| 道路名称   | 金山路 | 将乐路 | 梅峰路 | 荆东路             | 求知路   | 西芹路                               | 漳平路                         |
| 行道树名称 | 白兰花 | 芒果树 | 荔枝树 | 羊蹄甲、洋紫荆为主 | 垂柳为主 | 南洋楹、假槟榔、白玉兰、棕榈、蒲葵等 | 北段为福建山樱花，南段杨桃为主 |

学校内部按东西南北四个方位大致分为四个区：南区、北区、东区、西区。大多数学生居住于南区和北区，另外有部分学生居住于学校东面的昌融公寓（现在改名：锦江馨园）。金山学院位于学校南面的下安新区。校内有一个面积较大的观音湖和一个湿地公园，湖中央路称为求知路，路的中间为春晖桥。湖区东面为湖心岛。

## 历任领导
| 姓名   | 校名         | 职务             | 时间            |
| ------ | ------------ | ---------------- | --------------- |
| 江一真 | 福建农学院   | 院长             | 1952.08-1956.10 |
| 郭述尧 | 福建农学院   | 院长             | 1956.10-1956.12 |
| 李来荣 | 福建农学院   | 院长             | 1956.12-1968.12 |
| 许亚   | 福建林学院   | 院长             | 1958.08-1969.06 |
| 张格心 | 福建农林大学 | 筹备领导小组组长 | 1972.03-1974.08 |
| 杨浩林 | 福建农学院   | 院长             | 1978.06-1983.12 |
| 吴中孚 | 福建农学院   | 院长             | 1983.12-1990.04 |
| 韩向阳 | 福建林学院   | 副院长(主持工作) | 1978.03-1979.10 |
| 罗少锋 | 福建林学院   | 院长             | 1979.11-1984.02 |
| 俞新妥 | 福建林学院   | 院长             | 1984.02-1987.11 |
| 陈启锋 | 福建农学院   | 副院长(主持工作) | 1990.04-1990.09 |
| 吕柳新 | 福建农学院   | 副院长(主持工作) | 1990.09-1992.05 |
| 吕柳新 | 福建农学院   | 院长             | 1992.05-1994.02 |
| 吕柳新 | 福建农业大学 | 校长             | 1994.02-1998.08 |
| 张建国 | 福建林学院   | 院长             | 1987.11-1995.12 |
| 洪伟   | 福建林学院   | 院长             | 1996.01-2000.10 |
| 郑金贵 | 福建农业大学 | 校长             | 1998.08-2000.10 |
| 郑金贵 | 福建农林大学 | 校长             | 2000.10-2010.12 |
| 兰思仁 | 福建农林大学 | 校长             | 2010.12至今     |

## 学院设置
福建农林大学现有理、工、农、经、管、文、法、教、医9大学科门类、22个学院、69个本科专业、43个成人学历教育专业。学校曾是一所以农科类专业为主的本科院校，2000年农林两校合并后，学科专业结构发生改变。2007年底，全校共有7个学科门类，本科各专业农与非农的比例为21:78。
- 作物科学学院 - 前身为创建于1936年的福建协和大学农科农学系和创建于1940年的福建省立农学院农艺系[13]。
- 植物保护学院 - 前身为1940年9月成立的植物病虫害系[14]。
- 园艺学院 - 创建于1940年[15]。
- 林学院 - 前身为创建于1940年的福建省立农学院森林系，2001年4月在原福建林学院资源与环境系基础上成立福建农林大学林学院[16]。
- 生命科学学院 - 成立于2001年4月
- 公共管理学院 -
- 动物科学学院 - 前身为创办于1958年的畜牧兽医系[17]。
- 蜂学学院 - 成立于2001年4月，其前身为农业部委托创办于1960年的养蜂专修科[18]。
- 资源与环境学院 - 成立于2001年5月，其前身分别是原福建农学院的土壤农化系（创立于1958年，1994年更名为土地与环境学系）[19]。
- 食品科学学院 - 前身为1958年原福建农学院园艺系食品加工专业及1985年复办的原福建农学院食品工程系[20]。
- 材料工程学院、工艺美术学院（合署） - 成立于2001年4月，其前身系原福建林学院林产工业系[21]。
- 计算机与信息学院 - 前身为成立于1993年的福建林学院计算中心[22]。
- 机电工程学院
- 交通学院
- 经济与管理学院 - 经济与管理学院前身始于1936年建立的福建协和大学农业经济系，几经重组调整，于2021年1月正式成立。[23]。
- 人文社会科学学院
- 马克思主义学院
- 海洋学院- 福建农林大学水产学科于2003年创办。2017年6月，福建农林大学整合水产、生命和食品学科的相关团队，成立了海洋研究院。2021年11月海洋学院成立。[24]
- 艺术学院、园林学院（合署） - 2007年6月4日正式组建成立，在园艺学院的园林花卉系、林学院的风景园林系、人文社会科学学院的广告系和工艺美术学院的工艺美术系的基础上组建而成[25]。
- 海外学院 - 专门负责港、澳、台、华侨及外国留学生招生、日常管理、教学以及中外合作本科的预科教育。
- 成人教育学院、远程教育学院（合署）
- 软件工程学院[26]（已撤销[27]）。
- MBA教育中心
- 福建农林大学安溪茶学院（数字经济学院） - 地处茶乡安溪县，于2012年秋季开始招生，2014年與大同技術學院（台灣嘉義市）簽署學術交流協議書強化兩校學術交流。[28]
- 福建农林大学金山学院（独立学院[29]）